# Delo pjostrykh
Delo pjostrykh eller Den "brogede" sag (russisk: Дело 'пестрых') er en sovjetisk spillefilm fra 1958 af Nikolaj Dostal.

## Plot
En ung betjent, Sergei Korshunov, bliver ansat i kriminalpolitiet, men under efterforskningen af en række forbrydelser indser han, at det ikke er så enkelt, som han tror ...

## Medvirkende
- Vsevolod Safonov som Sergej Korsjunov
- Natalja Fatejeva som Lena
- Andrej Abrikosov som Silantjev
- Vladimir Kenigson som Ivan Zotov
- Aleksej Gribov som Volokhov